# 小泉将
小泉 将（こいずみ たすく、1989年4月19日 - ）は、日本の元ラグビー選手。

## プロフィール
- 東京都多摩市出身。
- 現役時代のポジションはセンター(CTB)、ウィング(WTB)。
- 身長 175cm、体重 85kg
- ニックネームはたすく。
- 関東代表に選ばれたことがある[1]。

## 略歴
4歳からラグビーを始めた。
2008年、明大中野八王子高校卒業後、明治大学に入る。なお明大中野八王子高校時代、副将を務めた。
2012年、明治大学卒業後、NTTコミュニケーションズシャイニングアークス(現・浦安D-Rocks)に加入。同年9月1日に行われたジャパンラグビートップリーグ第1節の東芝ブレイブルーパス戦に先発出場で公式戦初出場を果たす。
2022年、NTTドコモレッドハリケーンズ大阪(現・レッドハリケーンズ大阪)に加入。
2024年、現役を引退した。